# Kirche Hl. Sava (Jošan)

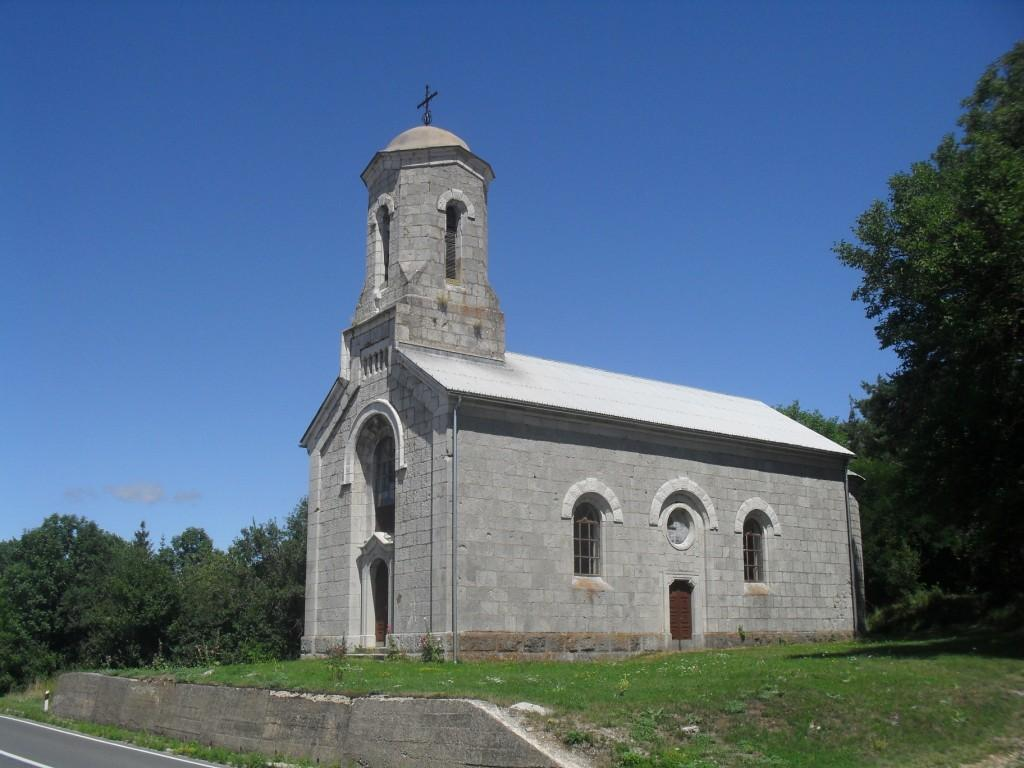
Die Kirche Hl. Sava im Dorf Jošan

Die Kirche Hl. Sava (serbisch: Црква Светог Саве, kroatisch: Crkva Svetog Save) ist eine serbisch-orthodoxe Kirche im zur Općina Udbina gehörenden Dorf Jošan in Mittelkroatien.
Das 1881 erbaute Kirchengebäude ist dem serbischen Nationalheiligen, dem ersten Erzbischof und zu Ehren  des serbischen Nationalheiligen, Sava geweiht.
Sie ist die Pfarrkirche der Pfarrei Jošan in der Kirchengemeinde Korenica im Dekanat Lika, der Eparchie Ober-Karlovac der Serbisch-Orthodoxen Kirche.

## Lage
Die Kirche Hl. Sava steht im Dorfzentrum von Jošan, einem Dorf in der Landschaft Krbavsko Polje in der historischen Region Lika in der Općina Udbina in der Gespanschaft Lika-Senj im nordwestlichen Kroatien. Das von Serben bewohnte Dorf hatte bei der Volkszählung 2011 nur noch 66 Einwohner. Vor dem Kroatienkrieg lebten über 220 Menschen im Ort.
Der Ort ist 7 km nordwestlich der Gemeindehauptstadt Udbina gelegen und liegt an der Straße Lička magistrala, die die dalmatinische Hauptstadt Split mit der kroatischen Hauptstadt Zagreb verbindet.

## Geschichte
1701 wurde im Dorf Jošan eine kleine serbisch-orthodoxe Kirche zur Geburt des Hl. Johannes des Täufers an einem Hang des Gebirges Plješevica erbaut. Diese diente nach dem Bau der Kirche Hl. Sava der Pfarrei als Filialkirche.
Die Kirche Hl. Sava wurde 1881 erbaut. Unter anderem dienten als Priester Toma Budisavljević und Vuk Budisavljević, Urgroßvater und Großvater mütterlicherseits des Physikers Nikola Tesla.
1941 zur Zeit des Zweiten Weltkriegs wurden Kirche, Filialkirche und Pfarrhaus von den kroatisch-faschistischen Ustaša in Brand gesteckt und zerstört. 
Nach dem Krieg wurde die Kirche im sozialistischen Jugoslawien wieder aufgebaut. Das Pfarrhaus hingegen nicht. Rechts neben der Kirche wurde ein Denkmal für die gefallenen Tito-Partisanen und die Opfer des Massakers errichtet. Die alte Gedenktafel mit allen Namen der Opfer wurde 1995 beim Einmarsch der kroatischen Armee während des Kroatienkrieges völlig zerstört, und 2016 wurde eine neue Gedenktafel errichtet.
Auch im Kroatienkrieg 1995 wurde die Kirche von der kroatischen Armee schwer beschädigt. Die Kirche wurde teilweise renoviert, jedoch sind noch die meisten Fenster und der Kirchturm der Kirche weiterhin beschädigt. Die Pfarrei Jošan verfügt über keinen eigenen Pfarrpriester mehr und wird vom Priester aus Korenica betreut.

## Architektur
Die einschiffige Kirche mit einer halbrunden Altar-Apsis im Osten und einem kleinen Kirchturm an der Westseite mit einer kleinen Rundkuppel, besitzt einen Haupteingang an der Westseite und einen Nebeneingang an der Südfassade.

## Belege
- Artikel über die Pfarrei auf der Seite der Eparchie Ober-Karlovac, (serbisch)
- Artikel über die Kirche auf der Seite tromedja.rs, (serbisch)

Koordinaten: 44° 34′ 34,4″ N, 15° 44′ 55,9″ O